# Дифференциальная эволюция
Дифференциа́льная эволю́ция (англ. differential evolution) — метод многомерной математической оптимизации, относящийся к классу стохастических алгоритмов оптимизации (то есть работает с использованием случайных чисел) и использующий некоторые идеи генетических алгоритмов, но, в отличие от них, не требует работы с переменными в бинарном коде.
Это прямой метод оптимизации, то есть он требует только возможности вычислять значения целевой функций, но не её производных. Метод дифференциальной эволюции предназначен для нахождения глобального минимума (или максимума) недифференцируемых, нелинейных, мультимодальных (имеющих, возможно, большое число локальных экстремумов) функций от многих переменных. Метод прост в реализации и использовании (содержит мало управляющих параметров, требующих подбора), легко распараллеливается.
Метод дифференциальной эволюции был разработан Рэйнером Сторном и Кеннетом Прайсом, впервые опубликован ими в 1995 году и развит в дальнейшем в их более поздних работах.

## Алгоритм
В его базовом виде алгоритм можно описать следующим образом. Изначально генерируется некоторое множество векторов, называемых поколением. Под векторами понимаются точки {\displaystyle n}-мерного пространства, в котором определена целевая функция {\displaystyle f(x)}, которую требуется минимизировать. На каждой итерации алгоритм генерирует новое поколение векторов, случайным образом комбинируя векторы из предыдущего поколения. Число векторов в каждом поколении одно и то же и является одним из параметров метода.
Новое поколение векторов генерируется следующим образом. Для каждого вектора {\displaystyle x_{i}} из старого поколения выбираются три различных случайных вектора {\displaystyle v_{1}}, {\displaystyle v_{2}}, {\displaystyle v_{3}} среди векторов старого поколения, за исключением самого вектора {\displaystyle x_{i}}, и генерируется так называемый мутантный вектор (mutant vector) по формуле:
{\displaystyle v=v_{1}+F\cdot (v_{2}-v_{3}),}
где {\displaystyle F} — один из параметров метода, некоторая положительная действительная константа в интервале [0, 2].
Над мутантным вектором {\displaystyle v} выполняется операция «скрещивания» (crossover), состоящая в том, что некоторые его координаты замещаются соответствующими координатами из исходного вектора {\displaystyle x_{i}} (каждая координата замещается с некоторой вероятностью, которая также является еще одним из параметров этого метода).
Полученный после скрещивания вектор называется пробным вектором (trial vector).
Если он оказывается лучше вектора {\displaystyle x_{i}} (то есть значение целевой функции стало меньше), то в новом поколении вектор {\displaystyle x_{i}} заменяется на пробный вектор, а в противном случае — остаётся {\displaystyle x_{i}}.

## Примеры практических приложений
Поисковая система Яндекс использует метод дифференциальной эволюции для улучшения своих алгоритмов ранжирования.